# 薄骨律镇
薄骨律镇，是中國歷史上南北朝時北魏北方设置的軍鎮之一。
魏太武帝太延二年（436年），太武帝拓跋焘平定夏国赫连昌，置薄骨律镇，治所在汉富平县故城（今宁夏回族自治区吴忠市北、灵武市西南古黄河沙洲上）。设镇都大将，统兵御边。不领郡县，辖今宁夏中部、北部地区。本是赫连氏之“果城”，相传赫连勃勃有骏马白口骝死于此，以马色名城为白口骝，后讹为薄骨律。为今宁夏地区的农业开发和北援沃野镇起过积极作用，曾新开艾山渠。孝昌二年（526年），改镇为州，称灵州并置郡县。